# ماگدالنا لوبنیگ
ماگدالنا لوبنیگ (انگلیسی: Magdalena Lobnig؛ زادهٔ ۱۹ july ۱۹۹۰ (۳۴ سال)) ورزشکار روئینگ اهل اتریش است.
وی در مسابقات کشوری و بین‌المللی در مجموع برندهٔ ۲ مدال طلا، ۳ مدال نقره، ۳ مدال برنز شده‌است.